# Getap (Vayots Dzor)
Getap (in armeno Գետափ?) è un comune di 2 000 abitanti (2008) della Provincia di Vayots Dzor in Armenia.